# قاطورة

## قاطورة
قاطورة قرية أثرية سورية تقع في سفح جبل الشيخ بركات الشمالي إلى الشمال من مدينة دارة عزة بحدود /3/كم وإلى الغرب من قلعة سمعان بحدود /1/كم على الطريق المؤدي إلى زرزيتا المنطقة لها أهمية تاريخية كبيرة وتقع ضمن تجمع كبير من المدن والقرى الأثرية والتاريخية المعروفة عند علماء الأثار ب(المدن المنسية).
عدد السكان في قاطورة قليل ويقدر عددهم بحوالي /300/نسمة، تتميز القرية بأثارها البديعة الهامة وبمدافنها الرومانية والمباني الأثرية ودور السكن وبعض الفيلات، وهناك منطقة المدافن الصخرية والصخرة الهائلة غرب القرية التي تضم مجموعة من المدافن المحفورة في الصخر، ومن الآثار التي ما زالت قائمة البرج العالي المرتفع وبطلق علية في القاطورة (الفيلا) يعود للقرن الثالث للميلاد. قصفت الاثار بعام 2015

## التصنيف التاريخي
منطقة تاريخية تعود للعصر البيزنطي – والعصر الروماني القرنين الثاني والثالث للميلاد.

## التبعية الإدارية
قرية سورية تتبع منطقة سمعان الشهيرة – ناحية دارة عزة، محافظة حلب، سوريا.

## وصلات خارجية
القاطورة على الخريطة
1. ↑   https://gazetteer.dainst.org/app/#!/show/2281730. اطلع عليه بتاريخ 2021-12-02. {{استشهاد ويب}}: |url= بحاجة لعنوان (مساعدة) والوسيط |title= غير موجود أو فارغ (من ويكي بيانات) (مساعدة)